# Národní park Madidi
Parque nacional Madidi je národní park na severu Bolívie. Má rozlohu 18 957 km² (z toho 6 242 km² má postavení přírodní rezervace) a nachází se nedaleko města Rurrenabaque v departementu La Paz. Byl vyhlášen 21. září 1995 a pojmenován podle řeky Madidi, přítoku Beni.
Národní park Madidi se vyznačuje neobvyklým bohatstvím ekosystémů: nacházejí se zde andské štíty s nadmořskou výškou přes 5700 metrů pokryté věčným sněhem, travnatá puna, svažitý region yunga i tropická nížina Amazonie. Významnými řekami jsou Madidi, Tuichi a Heath.
Na území národního parku žije 272 druhů savců, 1 254 druhů ptáků, 496 druhů ryb, 204 druhů plazů a více než 120 000 druhů hmyzu. Vyskytuje se zde např. jaguár americký, ocelot velký, medvěd brýlatý, kotul amazonský, huemul severní, pekari bělobradý, kapybara, delfínovec amazonský, ara zelenokřídlý, harpyje pralesní, kondor královský, husice orinocká, skalňák andský, anténovec tygří a anakonda velká. Byly zde objeveny endemity jako titi palácový, křeček Dayův a pitule rezavolící. Typickými rostlinami jsou nohoplod, mauricie, polylepis, zábluda a Brunellia.
Oblast obývají původní etnika Tacana, Ese Ejja, Tsimané, Mosetén a Toromona. Provozuje se ekoturistika, významnou atrakcí je domorodá vesnice Chalalán. Národní park přináší bolivijskému státu okolo 2,5 milionu dolarů ročně.
Nebezpečí pro další existenci národního parku představují plány na výstavbu silnice Apolo-Ixiamas a přehrady s hydroelektrárnou v soutěsce Angosto del Bala.